# 飞虎旗
飞虎旗为中华民国国军的团队荣誉旗奖励，因蓝缎上绣有白色飞虎，又称“飞虎旗”。此荣誉于民国24年（1935年）6月15日由国民政府公布《陆海空军奖赏与奖励条例实施细则》时颁行，荣誉的颁授对象不分等级，海陆空三军，凡战时特著之战功者颁给之。由于其获得难度要远远高于青天白日勋章，且数量稀少，所以被视为特殊战功部队最高荣誉。

## 外觀
中心繡有五角星底、內有虎形，因此又稱虎旗，上面繡有榮譽兩字圖案。

## 歷年得獎單位

### 抗日時期
- 台兒莊大捷之四一二五部隊
- 滇西緬北龍陵及騰衝之役八四四一部隊、六五五三部隊

### 古寧頭戰役
- 陸軍第18師、第118師、第201師等總共六支精銳部隊曾獲此殊榮

### 823砲戰
- 陸軍四一七二部隊(烈嶼師)

師長是郝柏村少將
- 空軍7709部隊(空軍第五大隊)

擊落11架敵軍米格機
- 海軍104號軍艦(沱江艦)

92海戰中，沱江艦為掩護從台灣後勤運補至金門的美堅號登陸艦（LSM-249），沱江艦為掩護從台灣後勤運補至金門的美堅號登陸艦（LSM-249）在金門料羅灣遭共軍九艘軍艦圍攻交戰，最後沱江艦擊沉敵軍魚雷快艇2艘、擊傷砲艇2艘。
- 陸軍大膽北山部隊

- 海軍陸戰隊九二三六部隊(LVT兩棲登陸運輸車營)[3]